# Ceol de Wessex
Ceol (també escrit Ceola o Ceolric) va ser rei de Wessex del 592 al 597. Era fill de Cutha, fill de Cynric de Wessex. Segons la Crònica anglosaxona va començar a governar el 591 però no va ser fins al 592 que no va començar a regnar en solitari quan, en una batalla a Woden's Barrow va fer fora el seu oncle Ceawlin, fet que va impedir el pas de Cuthwine, el fill de Ceawlin, a la successió.
A la mort de Ceol, el seu fill Cynegils, probablement era massa jove per assumir el govern i el va succeir el seu germà Ceolwulf.
El 1967 Wright i Jackson van trobar una pedra a Wroxeter en unes excavacions arqueològiques, que es va datar entre el 460 i el 475. La pedra de Wroxeter té la següent inscripció: CUNORIX MACUS MAQVI COLINE, que traduïda vol dir «Cunorix, fill de Maqui Coline » i el significat dels noms és: Cunorix o Cynric=«el rei gos-caçador», i Maqui-Coline=«fill del Sagrat». És possible que Maqui Coline estigui relacionat amb Ceol, cosa que indicaria que la seva família era una branca rival de la de Ceawlin.
Ceol va ser el fundador una subdinastia reial del casal de Wessex que governaria el país en tres períodes, del 591 al 645, del 648 al 674 i del 676 al 685. Els seus membres són: Ceol, Ceolwulf, Cynegils, Cenwalh, Seaxburh i Centwine. Coenwulf i Ceolwulf I de Mèrcia també podrien ser descendents de Ceol, i això voldria dir que la seva nissaga va florir durant almenys tres segles després de la mort del seu fundador i potser encara més.